# Decay (lucha libre)
Decay fue un stable de lucha libre profesional, que trabaja en Total Nonstop Action Wrestling (TNA), conformado por Rosemary y Havok. El grupo fue fundado por Crazzy Steve,y Abyss, y disuelto momentáneamente cuando ambos se desvincularon de la promoción. Posteriormente se añadió Black Taurus.  
Dentro de sus logros, está el haber ganado el Campeonato de Knockouts de TNA por parte de Rosemary, una vez el Campeonato Mundial en Parejas de TNA, el Campeonato Mundial Knockouts en Parejas de TNA en tres ocasiones y una vez Campeona Mundial en Parejas Mixto de AAA por parte de Havok y Steve.

## Historia

### Total Nonstop Action Wrestling (2016-2017)
El 18 de enero de 2016 de Impact Wrestling, Crazzy Steve y Abyss atacaron a los Campeones Mundiales en Parejas de TNA, The Wolves (Eddie Edwards y Davey Richards), durante una promoción en el backstage. La próxima semana, el 26 de enero, Rosemary daría a conocer su presencia y conduciría a un combate entre Abyss, Crazzy Steve y The Wolves. El encuentro terminaría en una descalificación mientras el trío continuaba asaltando a The Wolves y robando sus títulos, formando así un nuevo stable llamado Decay. En el episodio del 2 de febrero de Impact Wrestling, Decay con Eric Young y Bram derrotaron a The Wolves y Beer Money (James Storm y Bobby Roode) en un Hardcore War Match. El 9 de febrero de Impact Wrestling, Decay fue derrotado por Beer Money por descalificación. El 16 de marzo de Impact Wrestling, Decay desafió a The Wolves en un Monster's Ball (el tipo de lucha creado por el mismo Abyss) por el Campeonato Mundial de Parejas de TNA siendo derrotados. En la gira de Maximum Impact 8, Decay se enfrentaría a Jimmy Havoc, quien infirió una relación pasada con Rosemary e intentó recuperarla. Abyss derrotaría a Havoc en un combate sin descalificación en el episodio del 1 de marzo de Impact Wrestling.
El 12 de abril, Decay desafió a Beer Money por los Campeonatos del Mundo en Parejas de TNA, en un combate que también involucró a Eric Young y Bram y The BroMans,(Jessie Godderz y Robbie E) ganando los campeones. En Sacrifice, Decay derrotó a Beer Money en una lucha de Valley of Shadow para ganar el Campeonato Mundial de Parejas de TNA después de obligar a Beer Money a participar en una lucha secuestrando a Gail Kim. En el episodio del 10 de mayo de Impact Wrestling, Decay retuvo con éxito sus títulos contra Jeff Hardy y James Storm. En el episodio del 31 de mayo de Impact Wrestling, Decay fue derrotado por Drew Galloway en una lucha de handicap. Decay retendría sus títulos contra The BroMans en Slammiversary. En el episodio especial Impact Gold Rush, Decay retuvo sus títulos contra The BroMans, Grado y Mahabali Shera y The Tribunal en un combate a cuatro bandas. Después de ser derrotados por The BroMans y Raquel en el episodio del 5 de julio de Impact, retuvieron con éxito sus títulos contra The BroMans en una lucha de Monster's Ball en el episodio del 28 de julio de Impact Wrestling. En julio, Rosemary comenzó una relación con Bram, intentando cortejarlo para que se uniera a Decay. Eventualmente, Rosemary se volvería contra Bram y haría que Crazzy Steve y Abyss atacaran y secuestraran a Bram.
Después de que The Broken Hardys ("Broken" Matt Hardy y Brother Nero) ganaran una lucha de contendientes número uno por el Campeonato Mundial de Parejas de TNA contra Decay en Bound for Glory, Decay declararía su intención de secuestrar al hijo de Matt Hardy, King Maxel, para desconcentrar a los Broken Hardys. En el episodio del 1 de septiembre de Impact Wrestling, Decay recibió una invitación de The Broken Hardys para ir al Hardy Compound para una Lucha Cinematográfica llamada Delete or Decay. En Bound for Glory, Decay perdió los títulos contra The Hardys (en donde Rosemary y Reby Hardy también intervinieron). Decay tendría su revancha en el siguiente episodio de Impact Wrestling enfrentándose a los Hardys en un "Wolf Creek Cage Match", siendo derrotados.
El 27 de octubre de Impact Wrestling, Decay participó en el Team X Gold, pero fueron derrotados por "Go for Broke" (DJ Z, Mandrews y Braxton Sutter). A continuación, fueron derrotados una vez más por Go for Broke en un combate que también incluyó a The Helms Dynasty (Trevor Lee y Andrew Everett) y Marshe Rockett. En el episodio del 24 de noviembre de Impact Wrestling, fueron derrotados por Go for Broke en un combate que también incluyó a The Helms Dynasty y Marshe Rockett en un combate de eliminación de tres esquinas, y perdieron el Team X Gold.
El 15 de diciembre en el evento especial denominado "Total Nonstop Deletion", Decay fue uno de los muchos equipos que respondieron a la invitación abierta de The Broken Hardys conocida como Tag Team Apocalypto, perdiendo ante The Broken Hardys como el último equipo eliminado.
Después de derrotar a The Helms Dynasty en el episodio del 5 de enero de 2017 de Impact Wrestling, la celebración de Decay se vio interrumpida por la repentina llegada de DCC (James Storm, Bram y Eddie Kingston), que tendió una emboscada a Abyss y Crazzy Steve rompiendo botellas de cerveza sobre sus cabezas, con Bram amenazando a Rosemary. después. El 6 de enero One Night Only: Live PPV, Abyss y Crazzy Steve tendrían una emboscada al DCC después de la victoria de James Storm sobre Jessie Godderz, nebulizando a Storm y Bram, incapacitándolos mientras Abyss estrangulaba a Kingston. En el episodio del 12 de enero de Impact Wrestling, el combate entre Decay y DCC terminó en una doble cuenta atrás. En Genesis, Decay fue derrotado por The Broken Hardys en un combate que también incluía al DCC, y no pudo ganar el Campeonato Mundial en Parejas de TNA. El 2 de febrero de Impact Wrestling, The Decay fueron derrotados por DCC en una lucha Fall Count Anywhere.
El 16 de febrero en Impact Wrestling, Decay fue derrotado por Moose y Brandi Rhodes. El 23 de marzo de Impact Wrestling, Decay fue rápidamente derrotado por Reno Scum. El 30 de marzo de Impact Wrestling, Decay fue derrotado por The Latin American Xchange (LAX) (Santana & Ortiz) en una lucha que también incluyó a Garza Jr. y Laredo Kid y Reno Scum y no pudo ganar el Campeonato Mundial de Parejas de Impact vacante. El 13 de abril de Impact Wrestling, Decay sufrió una segunda derrota contra Reno Scum, en un combate que también incluyó a Garza Jr. y Laredo Kid. El 28 de abril de Impact Wrestling, Decay fue derrotado por LAX, en un Street Fight y no pudo ganar el Campeonato Mundial en Parejas de Impact. El 20 de abril de 2017, Steve confirmó que se había marchado de la empresa. Después de su partido, L.A.X. acogió el funeral de Decay, disolviendo el equipo.

### Circuito independiente (2017-2018)
El 7 de octubre de 2017, Abyss y Crazzy Steve desafiaron sin éxito a DBA y Malcolm Monroe III por el XICW Tag Team Championship en una Steel Cage Match.
El 29 de agosto de 2018, Abyss y Crazzy Steve se reuníeron en Ohio Valley Wrestling.

### Regreso a Impact Wrestling (2021-2024)
El 12 de enero de 2021 en el episodio de Impact!, Crazzy Steve impidió que Kaleb with a K. interfiriera en el combate de su antigua aliada Rosemary contra Tenille Dashwood, lo que permitió que Rosemary ganara el combate, marcando así una reunión de Decay. Esto llevó a Decay a reunirse en el pay-per-view de Hard To Kill y ganar contra Dashwood y Kaleb en una lucha por equipos intergénero. El 9 de febrero, Black Taurus fue presentado como el miembro más nuevo de Decay, logrando una rápida victoria sobre Kaleb esa noche. Taurus se asoció con Steve y Rosemary por primera vez el 13 de febrero en No Surrender cuando se enfrentaron a Tenille Dashwood y XXXL (Acey Romero y Larry D) y logrando una victoria. En Against All Odds, Taurus & Steve se enfrentaron a Violent by Design (Deaner & Rhino) por los Campeonatos Mundiales en Parejas de Impact!, sin embargo perdieron. En el Pre-Show de Slammiversary, Havok (la nueva integrante del stable) & Rosemary derrotaron a Fire 'N Flava (Kiera Hogan & Tasha Steelz) ganando los Campeonatos Knockouts en Parejas de Impact! por primera vez. En Bound For Glory XVII, Havok & Rosemary fueron derrotadas por The IInspiration (Cassie Lee & Jessie McKay) perdiendo los Campeonatos Knockouts en Parejas de Impact terminando con un reinado de 98 días.
En Slammiversary XVIII, Rosemary junto a su amiga Taya Valkyrie derrotaron a The Influence (Madison Rayne & Tenille Dashwood) ganando los Campeonatos Knockouts en Parejas de Impact. En Impact! Emergence, Rosemary & Valkyrie fueron derrotadas por VXT
(Deonna Purrazzo & Chelsea Green) perdiendo los Campeonatos Knockouts en Parejas de Impact, terminando con un reinado de 54 días.

### Lucha Libre AAA Worldwide (2024-presente)
En Verano de Escándalo, Havok & Crazzy Steve derrotaron a Negro Casas & Dalys y a Aerostar & Estrellita ganando una oportunidad por los Campeonatos Mundiales en Parejas Mixtas de AAA. El 6 de octubre en Héroes Inmortales lograron ganar los títulos tras derrotar a Abismo Negro Jr. y Flammer, siendo su primer campeonato de AAA como equipo.

## Subgrupos
| Equipo          | Miembros           | Tiempo        | Tipo   |
| --------------- | ------------------ | ------------- | ------ |
| Decay           | Havok Crazzy Steve | 2024          | Equipo |
| The Death Dollz | Jessicka Rosemary  | 2022–presente | Equipo |

## En lucha
- Movimientos finales
  - Abyss
    - Black Hole Slam[11] (Swinging side slam)
    - Shock Treatment (Sitout backbreaker rack drop)[12]

  - Crazzy Steve
    - King Kill 33 (Leaping DDT from the second rope)

  - Rosemary
    - Red Wedding (Fireman's carry facebuster)

- Movimientos en firma
  - Asian mist
- Double team signature moves
  - Abyss realiza un Chokeslam o Powerbomb a Crazzy Steve sobre su oponente

- Apodos
  - "The Death Dealers"
  - "The Suicide Squad"

- Temas de entrada
  - "The Nobodies" por Marilyn Manson (TNA; 16 de enero de 2016 – 15 de diciembre de 2016)
  - "Left Behind" por Dale Oliver y Kenneth Nixon[13] (Impact Wrestling; 5 de enero de 2017 – 27 de abril de 2017, 12 de enero de 2021 - presente)

## Campeonatos y logros
- Lucha Libre AAA Worldwide
  - Campeonato Latinoamericano de AAA (1 vez) – Taurus
  - Campeonato Mundial en Parejas Mixto de AAA (1 vez) – Havok & Steve

- Total Nonstop Action Wrestling / Impact Wrestling
  - TNA World Tag Team Championship (1 vez) – Abyss & Steve
  - TNA Knockouts Championship (1 vez ) – Rosemary
  - Impact Knockouts Tag Team Championship (1 vez) – Havok & Rosemary